# مارتن شيرينو
مارتن شيرينو (بالإسبانية: Martín Chirino)‏‏ (1 مارس 1925 في لاس بالماس دي غران كناريا - 11 مارس 2019 في مدريد) نحات من إسبانيا.